# Fossa delle Aleutine

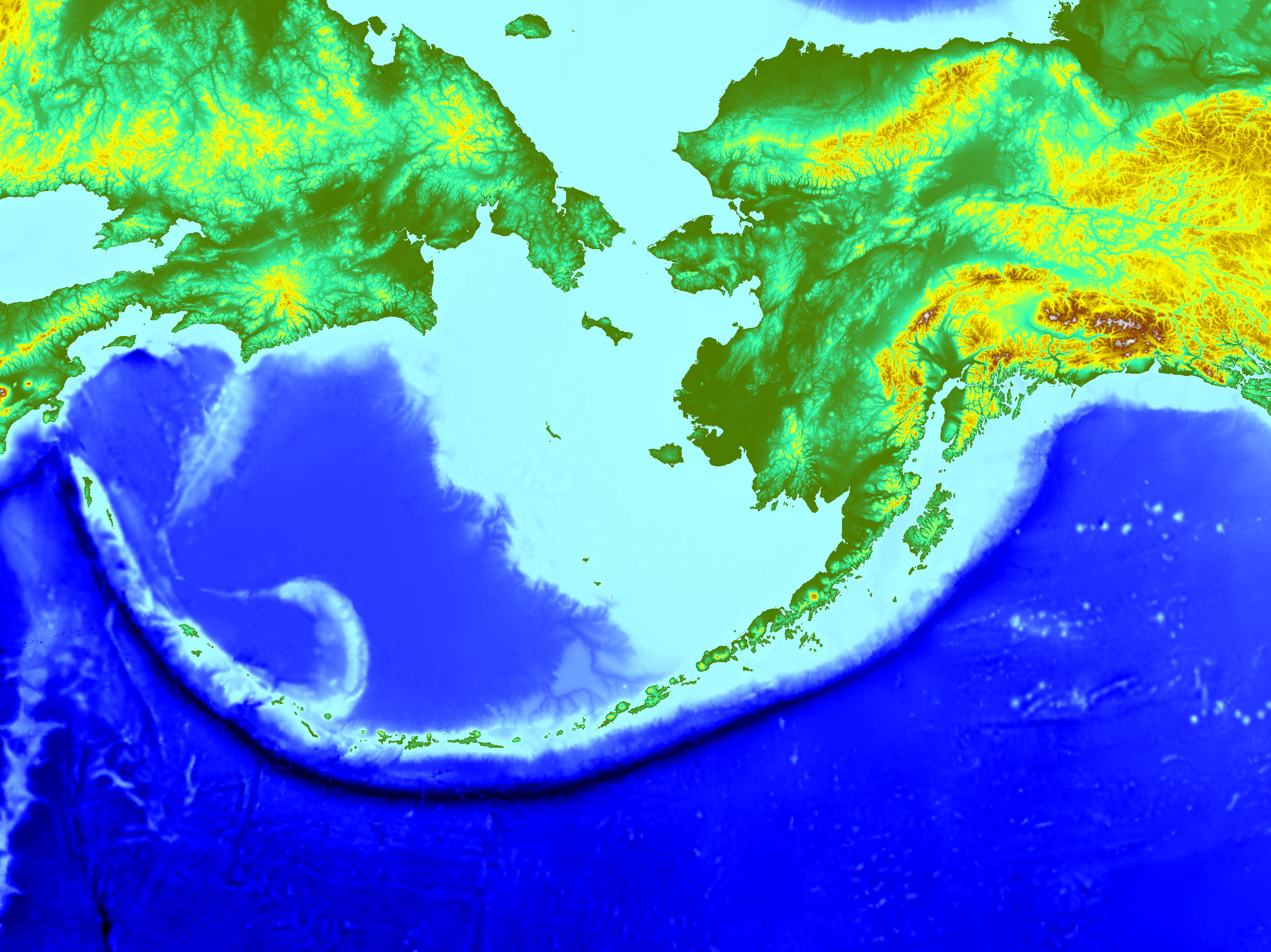
Mappa della fossa delle Aleutine.

La fossa delle Aleutine è una fossa oceanica situata nell'oceano Pacifico settentrionale.
Si allunga con forma arcuata in direzione est-ovest per circa 3.000 km, bordeggiando a sud l'arco insulare delle isole Aleutine; l'estremità occidentale si trova non lontano dalle coste della penisola della Kamčatka (estremo oriente russo), in prossimità dell'estremità settentrionale della fossa delle Curili, mentre l'estremità orientale tocca la faglia Queen Charlotte. La fossa delle Aleutine segna uno dei confini geologici fra la placca nordamericana e quella pacifica, con la seconda che subduce sotto la prima.
La fossa raggiunge una profondità massima di 7.822 metri nella sua sezione centro-orientale. La pendenza media dei suoi versanti è di circa 1° o 2° nel lato meridionale, 3°/4° in quello settentrionale.